# Palazzi dell'INPS a Piazza Augusto Imperatore

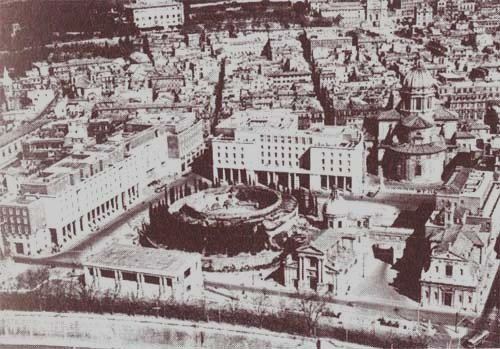
Vista aérea da praça em 1937, durante as obras. À volta do Mausoléu de Augusto estão os três palácios (esquerda, acima e direita; norte, leste e sul respectivamente). Abaixo está o Museu Ara Pacis (versão antiga) e duas igrejas, San Rocco in Augusteo (esq.) e San Girolamo dei Croati (dir.). A igreja maior, no alto, é San Carlo al Corso.

Os Palazzi del INPS a Piazza Augusto Imperatore são três palácios de arquitetura racionalista localizados nas laterais norte, leste e sul da Piazza Augusto Imperatore, no rione Campo Marzio de Roma. No centro da praça está o famoso Mausoléu de Augusto e na lateral oeste, o Museu Ara Pacis, construído para abrigar o famoso Altar da Paz.

## História
Os três palácios foram construídos pelo arquiteto Vittorio Ballio Morpurgo na década de 1930, durante o regime fascista, para comemorar os 2 000 anos da morte do imperador romano Augusto. Para as obras, foram demolidas cerca de cento e vinte estruturas barrocas e o chamado Auditorium Augusteo, que ficava imediatamente acima das ruínas do Mausoléu e era uma referência internacional por causa de sua acústica perfeita. No projeto de Morpurgo, o mausoléu passou a dominar o centro de uma praça concebida como um novo "fórum romano" dotado de pórticos para abrigar atividades comerciais, escritórios públicos e salas de espetáculo. 
O maior deles, localizado na extremidade norte da praça, foi decorado, em 1938, com um enorme mosaico de mais de 70 metros quadrados em sua fachada, um projeto do artista Ferruccio Ferrazzi, que propôs a sua própria versão do mito da origem de Roma utilizado, para diminuir os custos, mosaicos ao invés da intársia de mármore originalmente prevista. Em 1940, Giulio Rosso decorou o átrio de frente para a Via di Ripetta com cenas da vida pública romana em Trinità dei Monti, na Piazza del Popolo e no Porto di Ripetta. Na extremidade leste da praça está um segundo edifício, que conta com dois corpos avançados laterais flanqueando uma fachada central recuada e dotada de um grande pórtico sustentando por grandes colunas e decorado com um friso esculpido na arquitrave, uma obra conjunta de Morpurgo e Alfredo Biangini. No mesmo quarteirão, rodeando o Largo degli Schiavone, está a abside da grande igreja de San Carlo al Corso.
Finalmente, no lado sul da praça está o edifício que atualmente abriga o Pontificio Collegio Croato di San Girolamo (ou Collegio degli Illirici), anexo à igreja de San Girolamo dei Croati e dividindo o mesmo quarteirão com o Palazzetto Torlonia a Via Tomacelli. Em sua fachada estão três grandes mosaicos de 1938 representando histórias sobre a cristianização dos croatas, obras de Jozo Kljakovic.